# Таємна пристрасть
Таємна пристрасть (ісп. Pasión de gavilanes) — американо-колумбійський телесеріал у жанрі драми, мелодрами та створений компаніями Telemundo Global Studios, RTI Televisión, Caracol Televisión. В головних ролях — Данна Гарсія, Маріо Сімарро, Паола Рей, Хуан Альфонсо Баптіста, Наташа Клаусс, Мішель Браун.
Перша серія вийшла в ефір 21 жовтня 2003 року.
Серіал має 2 сезони. Завершився 259-м епізодом, який вийшов у ефір 31 травня 2022 року.
Режисер серіалу — Родріго Тріана, Серхіо Осоріо, Каміло Вега.
Сценарист серіалу — Хуліо Хіменес, Іван Мартінес. 

## Сюжет
Три брати Рейєс (Хуан, Оскар та Франко) живуть разом зі своєю молодшою сестрою Лівією. Якось вони дізнаються про зв'язок своєї сестри з багатим чоловіком, який годиться їй у батьки. Бернардо Елісондо обіцяє одружитися з дівчиною. Брати по-різному ставляться до цієї звістки: Хуан, який замінив молодшим батька, не погоджується на цей шлюб, а Оскар бачить у цьому можливість вибратися з бідності. Але Бернардо не був до кінця чесний з Лівією - у нього є дружина Габріела та три дочки.

## Сезони
| Сезон | Епізоди | Епізоди | Оригінальний показ | Оригінальний показ | Оригінальний показ |
| Сезон | Епізоди | Епізоди | Перший показ       | Останній показ     | Мережа             |
| ----- | ------- | ------- | ------------------ | ------------------ | ------------------ |
| 1     | 188     | 188     | 21 жовтня 2003     | 23 липня 2004      | Telemundo          |
| 2     | 71      | 71      | 14 лютого 2022     | 31 травня 2022     | Telemundo          |

## Актори та ролі
| Актор                  | Роль                                   |
| ---------------------- | -------------------------------------- |
| Данна Гарсія           | Норма Елізондо Асеведо                 |
| Маріо Сімарро          | Хуан Рейес Герреро                     |
| Паола Рей              | Хімена Елізондо Асеведо                |
| Хуан Альфонсо Баптіста | Оскар Рейес Герреро                    |
| Наташа Клаусс          | Сара «Саріта» Елізондо Асеведо         |
| Мішель Браун           | Франко Рейес Герреро                   |
| Хорхе Као              | Дон Мартін Асеведо                     |
| Херман Кінтеро         | Дон Мартін Асеведо                     |
| Крістіна Ліллей        | Габріела Асеведо де Елізондо           |
| Хуан Пабло Шук         | Фернандо Ескандона                     |
| Глорія Гомес           | Єва Родрігес                           |
| Ана Люсія Домінгес     | Лібія Рейес Герреро / Рут Урібе Сантос |
| Жарік Леон             | Розаріо Монтес                         |
| Хуан Себастьян Арагон  | Армандо Наварро                        |
| Серхіо Гойрі           | Семюель Кабальєро                      |
| Бернардо Флорес        | Хуан Девід Рейес Елісондо              |
| Каміла Рохас           | Мюріель Кабальєро Монтес               |
| Хуан Мануель Рестрепо  | Леон Рейес Елісондо                    |
| Себастьян Осоріо       | Ерік Рейес Елізондо                    |
| Яре Сантана            | Габріела «Габі» Рейес Елізондо         |
| Херонімо Кантільо      | Андрес Рейес Елізондо                  |
| Анхель де Мігель       | Альбін Дуарте                          |
| Алехандро Лопес        | Деметріо Хурадо                        |
| Борис Шоман            | Пабло Гюнтер                           |
| Кетрін Порто           | Роміна Клементе                        |

## Аудиторія
| Сезон | Серії | Перший ефір       | Перший ефір        | Останній ефір    | Останній ефір      |
| Сезон | Серії | Дата              | Глядачі (мільйони) | Дата             | Глядачі (мільйони) |
| ----- | ----- | ----------------- | ------------------ | ---------------- | ------------------ |
| 1     | 74    | 21 жовтня 2003 р. | TBD                | 23 липня 2004 р  | TBD                |
| 2     | 84    | 14 лютого 2022 р. | 1,03               | 31 травня 2022 р | 0,86               |

## Нагороди та номінації
| Рік  | Нагорода               | Категорія                      | Номінант          | Результат |
| ---- | ---------------------- | ------------------------------ | ----------------- | --------- |
| 2004 | Premios TVyNovelas     | Теленовела року                | Таємна пристрасть | Перемога  |
| 2004 | Premios TVyNovelas     | Головний герой                 | Маріо Сімарро     | Номінація |
| 2004 | Premios TVyNovelas     | Злодійка                       | Лорена Мерітано   | Перемога  |
| 2004 | Premios TVyNovelas     | Найкраща акторка другого плану | Наташа Клаусс     | Номінація |
| 2004 | Premios TVyNovelas     | Найкращий актор другого плану  | Хорхе Као         | Перемога  |
| 2004 | Premios TVyNovelas     | Найкращий сценарист            | Хуліо Хіменес     | Перемога  |
| 2004 | Premios TVyNovelas     | Найкращий режисер              | Родріго Тріана    | Перемога  |
| 2004 | Premios India Catalina | Теленовела року                | Таємна пристрасть | Перемога  |
| 2004 | Premios India Catalina | Найкраща акторка другого плану | Жарік Леон        | Перемога  |

## Інші версії
- Колумбія — Тихі води (ісп. Las aguas mansas), 1994 — колумбійський телесеріал, виробництва RTI Producciones для телеканалу Cadena Uno. У головних ролях Маргарита Ортега, Хуан Себастьян Арагон.
- Мексика  — Вогонь у крові (ісп. Fuego en la sangre), 2008 — мексиканський телесеріал, виробництва компанії Televisa. У головних ролях Адела Нор'єга, Едуардо Яньєс.
- Іспанія  — Яструби (ісп. Gavilanes), 2010 — іспанський телесеріал, виробництва Gestmusic Endemol для телеканалу Antena 3. У головних ролях Родольфо Санчо, Клаудія Бассольс, Діана Паласон.
- США  — Земля королів (ісп. Tierra de reyes), 2014 — американський телесеріал, виробництва телеканалу Telemundo. У головних ролях Аарон Діас, Соня Сміт, Ана Лорена Санчес.
- Філіппіни  — Пристрасть кохання (тагал. Pasión de Amor), 2015 — філіппінський телесеріал, виробництва компанії ABS-CBN. У головних ролях Джейк Куенка, Арсі Муньос, Еджей Фалькон, Еллен Адарна, Джозеф Марко та Колін Гарсія.